# Whiteshell Laboratories
En 1963, el Gobierno del Canadá fundó un laboratorio de investigación de la AECL en Pinawa, Manitoba, el Whiteshell Nuclear Research Establishment, que ahora se denomina Whiteshell Laboratories. Esta instalación se centró alrededor del mayor reactor nuclear del mundo, refrigerado orgánicamente, y moderado por agua pesada, el WR-1.
También en Whiteshell, AECL construyó y en parte se encargó del funcionamiento del Reactor SLOWPOKE (SDR), para demostrar el Sistema de Energía Slowpoke, un reactor de estanque en tierra diseñado para suministrar 10 000 kW de agua caliente para calefacción del distrito. El proyecto se canceló cuando el interés del mercado por un sistema de calefacción nuclear decayó.
El emplazamiento comprende un número de actividades e instalaciones nucleares y no nucleares. En 1998, AECL decidió cerrar Whiteshell Laboratories y muchas de las instalaciones y actividades han dejado de funcionar desde entonces.